# Willem Slijkhuis

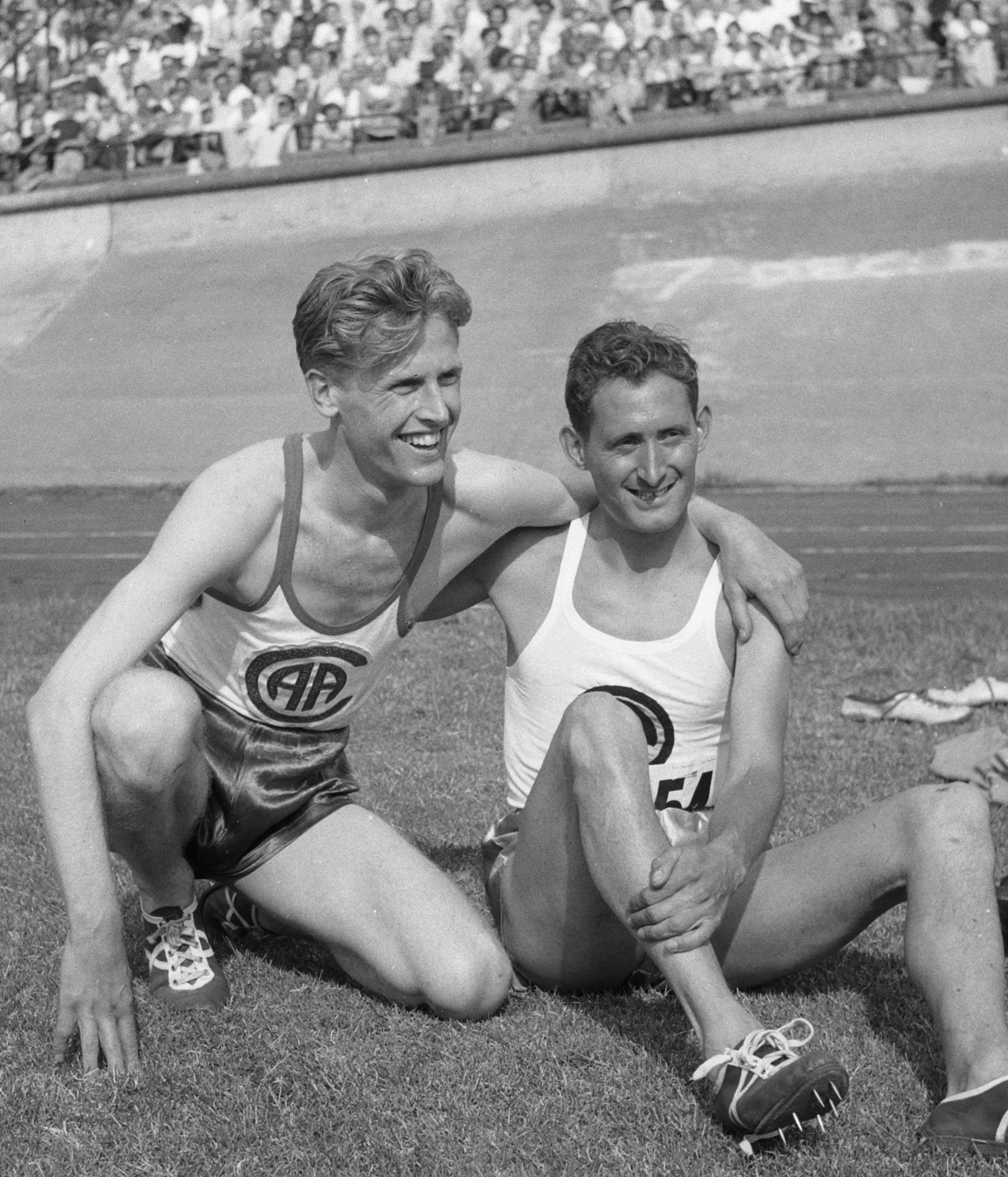
Hans Harting und Wim Slijkhuis (rechts) 1951

Willem Frederik „Wim“ Slijkhuis (* 13. Januar 1923 in Leiden, Südholland; † 28. Juni 2003 in Badhoevedorp, Haarlemmermeer, Nordholland) war ein niederländischer Mittel- und Langstreckenläufer, der Ende der 1940er und Anfang der 1950er Jahre erfolgreich war.
Bei den Europameisterschaften 1946 in Oslo gewann er hinter dem Briten Sydney Wooderson die Silbermedaille über 1500 Meter. 1948 gewann er bei den Olympischen Spielen in London, im Schatten seiner Landsfrau Fanny Blankers-Koen, zwei Bronzemedaillen über 1500 und über 5000 Meter. Zwei Jahre später wurde er bei den Europameisterschaften 1950 in Brüssel Europameister über 1500 Meter. Bei den Olympischen Spielen 1952 in Helsinki schied er über 5000 Meter im Vorlauf aus.
Slijkhuis galt als eigensinniger Sportler, der gelegentlich mit den Sportfunktionären aneinandergeriet.